# WPScan
WPScan ist eine Software, um WordPress-Installationen zu analysieren. Es versucht über verschiedene Methoden die Version verwendeter Komponenten (Server, Core, Plugins und Themes) zu ermitteln. Außerdem werden erreichbare Schnittstellen und Zugriffsmöglichkeiten auf interne Ressourcen (zum Beispiel Benutzerlisten) geprüft. Aus diesen Erkenntnissen werden mögliche Updates genannt und bekannte Sicherheitslücken gelistet.
Verfügbar ist WPScan für alle Betriebssysteme, unter denen die Ruby-Laufzeitumgebung installiert werden kann. Dies sind zum Beispiel Linux- und Unix-Derivate, macOS wie auch Windows. Es ist ein Standardtool der Pentestingdistribution Kali Linux.
WPScan steht unter bestimmten Bedingungen als kostenfrei nutzbare Software unter der WPScan Public Source License (ähnlich zu Creative Commons Non-Commercial) zur Verfügung. Kommerziell kann WPScan unter einer proprietären Lizenz eingesetzt werden.
Alternative Programme sind WPSeku (WordPress vulnerability scanner), WordPress Exploit Framework (WordPress exploiting toolkit) und Vane (WordPress vulnerability scanner).